# VfB Lünen
Der VfB Lünen (offiziell: Verein für Bewegungsspiele 08 Lünen e. V.) ist ein Sportverein aus Lünen im Kreis Unna. Der Verein wurde im Jahre 1908 gegründet und bietet die Sportarten Fußball, Tischtennis und Turnen an. Die Fußballer spielten fünf Jahre lang in der höchsten westfälischen Amateurliga.

## Geschichte
Der Verein wurde am 22. November 1908 als Viktoria Lünen-Süd gegründet und hatte zunächst die Vereinsfarben blau-weiß. Nach dem Ersten Weltkrieg nahm der Verein seinen heutigen Namen und die Vereinsfarben schwarz-weiß an. Zwischenzeitlich kam es zu kurzzeitigen Fusionen mit dem TV Derne und dem SV Preußen Horstmar. Im Jahre 1948 gelang der Aufstieg in die Landesliga Westfalen, die seinerzeit höchste Amateurliga Westfalens, wo die Lüner in der Saison 1948/49 einen überraschenden 2:0-Sieg über Arminia Bielefeld erringen konnten. 
Zwei Jahre später qualifizierte sich die Mannschaft aus dem Lüner Süden für die ab 1950 eingleisige Landesliga, aus der der VfB prompt als Tabellenletzter abstieg. Nach einer Ligareform im Jahre 1952 kehrten die Lüner in die Landesliga zurück, mussten aber erneut prompt wieder absteigen. Grund hierfür war ein Abzug von acht Punkten am Grünen Tisch. Während der Lokalrivale Lüner SV bis in die Regionalliga West aufstieg, musste der VfB 1975 in die Kreisliga A hinunter. Fünf Jahre später folgte mit dem Abstieg in die Kreisliga B der sportliche Tiefpunkt, ehe 1982 der Wiederaufstieg in die Kreisliga A gelang.
Im Jahre 1991 kehrte der VfB in die Bezirksliga zurück, nachdem die Mannschaft das Entscheidungsspiel um den Aufstieg im Elfmeterschießen gewann. Bis 1998 spielten die Lüner in der Bezirksliga, ehe es wieder in die Kreisliga A hinunterging. Zwischen 2006 und 2008 konnte der Verein noch einmal in die Bezirksliga zurückkehren, ehe die Dortmunder Kreisliga A die sportliche Heimat der Lüner wurde. Im Jahre 2015 gelang der Wiederaufstieg in die Bezirksliga, dem zwei Jahre später der erneute Abstieg folgte.

## Persönlichkeiten
- Karl-Heinz Granitza
- Timo Konietzka
- Jacqueline Meißner
- Rolf Thiemann